# Heroisk landskab
Et heroisk landskab er et landskab med bibelsk eller
mytologisk staffage, der lægger vægten på det
storladne linjespil og på totaliteten uden at
lokalisere landskabet til den og den bestemte egn.  
Genren havde sin første blomstringstid i 1600-tallet med blandt andet Nicolas Poussin og Claude Lorrain; en senere blomstring var med romantikkens heroiske malerier.

## Eksempler
- Nicolas Poussin (1594-1665): Landskab med Orpheus og Euridike, o. 1650, Louvre, Paris
- Eksempel på et heroisk landskab.
- Nicolas Poussin: Hyrderne fra Arkadien, o. 1640, Louvre, Paris
- Eksempel på et idyllisk landskab.
- Claude Lorrain (1600-1682): Landskab med David og de tre helte ved Adullams hule, 1658, National Gallery, London
- Eksempel på et heroisk landskab med bibelske figurer. 2. Sam 23,13-17
- Joseph Anton Koch (1768-1839): Heroisk landskab med regnbue, 1805, Kunsthalle Karlsruhe
- Eksempel på et heroisk landskab med idylliske træk.
- Joseph Anton Koch: Landskab med Noahs takoffer, 1803, Städelsches Kunstinstitut, Frankfurt am Main
- Eksempel på et heroisk landskab med bibelske figurer.
- Caspar David Friedrich (1774-1840): Der Wanderer über dem Nebelmeer, "Vandreren over tågehavet", 1818, Kunsthalle Hamburg
- Eksempel på den romantisk-individualistiske variant af et heroisk landskab: Den ensomme vandrer (i moderne kostyme) er helten.
- Carl Rottmann (1797-1850): Øen Delos, 1847, Kunsthalle Karlsruhe
- Eksempel på en heroisk stilisieret afbildning af et virkeligt landskab.
- Gottfried Keller (1819-1890): heroisk landskab, 1842, Zentralbibliothek Zürich
- Eksempel på et heroisk landskab uden menneskelige  figurer.